# Tây Lương Minh Đế
Tây Lương Minh Đế (西梁明帝, 542 – 585), tên húy Tiêu Khuy (giản thể: 萧岿; phồn thể: 蕭巋; bính âm: Xiāo Kuī), tên tự Nhân Viễn (仁遠), là một hoàng đế của chính quyền Tây Lương trong lịch sử Trung Quốc. Cũng như phụ hoàng Tuyên Đế, ông chỉ kiểm soát được một lãnh thổ nhỏ bé và phải dựa vào trợ giúp quân sự từ Bắc Chu và sau đó là triều đại Tùy.

## Bối cảnh
Tiêu Khuy sinh năm 542, trong thời gian trị vì của tằng tổ phụ Lương Vũ Đế. Cha của ông là hoàng tôn của Lương Vũ Đế- Nhạc Dương quận vương Tiêu Sát, mẹ của ông là một người thiếp của Tiêu Sát và mang họ Tào. Tổ phụ của Tiêu Khuy là Tiêu Thống- thái tử của Lương Vũ Đế song đã qua đời vào năm 530, ngôi vị thái tử được chuyển giao cho Tiêu Cương. Tiêu Sát bất mãn trước việc này, và đã chuẩn bị cho một cuộc tranh giành hoàng vị vào sau này. Lương rơi vào cảnh hỗn loạn sau khi phản tướng Hầu Cảnh công chiếm kinh đô Kiến Khang vào năm 549, giữ Lương Vũ Đế và Thái tử Tiêu Cương làm con tin. Do lo sợ sẽ bị thúc phụ Tiêu Dịch loại bỏ, Tiêu Sát đã đầu hàng Tây Ngụy, xin Tây Ngụy bảo hộ. Tiêu Dịch xưng đế vào năm 552 sau khi đánh bại Hầu Cảnh, song bản thân ông ta lại bị quân Tây Ngụy đánh bại vào năm 554.
Tây Ngụy tuyên bố Tiêu Sát là hoàng đế triều Lương, tức Tây Lương Tuyên Đế, và chính quyền của Tiêu Sát trở thành một chư hầu của Tây Ngụy. Do thế tử Tiêu Liêu (蕭嶚) mất sớm, Tuyên Đế đã lập Tiêu Khuy làm thái tử. Tuy nhiên, Tuyên Đế đã không được thứ sử các châu khác công nhận là quân chủ và chỉ có thể kiểm soát một lãnh địa nhỏ quanh kinh đô Giang Lăng (江陵, nay thuộc Kinh Châu, Hồ Bắc). Tuyên Đế qua đời trong buồn rầu vào năm 562, Tiêu Khuy đăng cơ kế vị, tức Minh Đế, tiếp tục là một chư hầu của Bắc Chu.

## Trị vì

### Dưới thời Bắc Chu
Minh Đế đã tôn tổ mẫu Cung thị làm thái hoàng thái hậu, tôn chính thất của Tuyên Đế- Vương hoàng hậu làm thái hậu, và tôn mẹ đẻ của mình làm thái phi. Sử sách không ghi nhận việc Minh Đế lập hoàng hậu, và vào một thời điểm, ông đã lập nhi tử Tiêu Tông làm thái tử. Ông được đánh giá là một quân chủ có học thức, đã viết 14 quyển khác nhau như "Hiếu kinh", "Chu dịch nghĩa ký", "đại tiểu thừa u vi", song ông được cho là người khá mê tín. Ông cũng được đánh giá là hiếu thảo và ân cần, và cũng là một nhà cai trị có tài, có thể để cho các thần dân của minh nghỉ ngơi và hồi phục sau khi đã mệt mỏi vì chiến loạn.
Sau khi Trần Văn Đế qua đời vào năm 566, và Trần Phế Đế đăng cơ kế vị, các đại thần của triều Trần bị thu hút vào một cuộc tranh giành quyền lực. Năm 567, hoàng thúc của Phế Đế là An Thành vương Trần Húc đã giết chết Lưu Sư Chi (劉師之), Đáo Trọng Cử (到仲舉) và đoạt lấy quyền lực. Do lo sợ Trần Húc, tướng Hoa Kiểu (華皎)- thứ sử của Tương châu (湘州, nay tương ứng với Trường Sa, Hồ Nam) đã bí mật khuất phục Tây Lương và Bắc Chu, thỉnh cầu cứu viện từ hai triều đình này. Bắc Chu Vũ Đế và người nhiếp chính là Vũ Văn Hộ đã phái Tần vương Vũ Văn Trực (宇文直) đem quân đi cứu viện, Minh Đế cũng tập trung binh lính của mình, giao cho Vương Thao (王操) đi giúp Hoa Kiểu. Quân Trần dưới quyền chỉ huy của Thuần Vu Lượng (淳于量) và Ngô Minh Triệt (吳明徹) đã đánh bại liên quân tại Độn Khẩu (沌口, nay thuộc Vũ Hán, Hồ Bắc), cả Hoa Kiểu và Vũ Văn Trực đều phải chạy về Giang Lăng. Tướng Nguyên Định (元定) của Bắc Chu và tướng Lý Quảng (李廣) của Tây Lương bị bắt. Ngô Minh Triệt nhân cơ hội này đã đoạt lấy Hà Đông quận (河東, nay thuộc Kinh Châu) của Lương. Vũ Văn Trực đổ nguyên nhân thất bại cho tướng Ân Lượng (殷亮) của Lương, Minh Đế mặc dù biết Ân Lượng không có lỗi, song vì không muốn phản đối Vũ Văn Trực nên bất đắc dĩ phải hành quyết Ân Lượng.
Vào mùa xuân năm 568, Ngô Minh Triệt tiến hành bao vây Giang Lăng và điều hướng dòng nước để cố làm ngập lụt thành. Minh Đế được Giang Lăng tổng quản Điền Hoằng (田弘) của Bắc Chu hộ tống chạy đến thành Kỉ Nam (紀南) ở gần đó. Giang Lăng phó tổng quản Cao Lâm (高琳) và Vương Thao vẫn ở lại Giang Lăng và thủ thành trong hơn 100 ngày. Đến khi các tướng Mã Vũ (馬武) và Cát Triệt (吉徹) của Tây Lương phản công và đánh bại Ngô Minh Triệt, buộc Ngô phải triệt thoái, Minh Đế lại có thể trở về Giang Lăng.
Vào thu năm 570, tướng Chương Chiêu Đạt (章昭達) tiến hành bao vây Giang Lăng, trong khi chiếm thành An Thục (安蜀, gần Tam Hiệp). Giang Lăng gần như thất thủ, và chỉ thoát hiểm sau khi Vũ Văn Trực phái Lý Thiên Triết (李遷哲) đến giải vây, khiến Chương Chiêu Đạt phải triệt thoái.
Hoa Kiểu trở thành một hạ thần của Minh Đế từ sau khi bị thua trận vào năm 567, đến năm 571, Hoa Kiểu đã đến kinh đô Trường An của Bắc Chu. Trên đường đi, Hoa Kiểu gặp Vũ Văn Trực tại Tương Dương (襄陽, nay thuộc Tương Phàn, Hồ Bắc). Hoa Kiểu nói với Vũ Văn Trực rằng chính quyền Tây Lương đã mất nhiều lãnh thổ đến mức trở nên bần cùng và không thể lo nổi cho bản thân, Bắc Chu nên cho Tây Lương mượn một vài châu. Vũ Văn Trực chấp thuận và đề xuất việc này lên Bắc Chu Vũ Đế, đáp lại, Bắc Chu Vũ Đế đã trao ba châu: Cơ (基), Bình (平), và Nhược (鄀) (hợp thành Kinh Môn và Nghi Xương thuộc Hồ Bắc ngày nay) cho Tây Lương.
Năm 577, sau khi Bắc Chu Vũ Đế đánh bại và thôn tính lãnh thổ Bắc Tề, Minh Đế đã đến cố đô Nghiệp thành của Bắc Tề để hoan nghênh Bắc Chu Vũ Đế. Ban đầu, Bắc Chu Vũ Đế đối đãi với Minh Đế theo lễ nghi tôn trọng, song không xem Minh Đế là một chư hầu quan trọng. Minh Đế cảm nhận được điều này, và trong một buổi tiệc, Minh Đế đã bàn luận về việc phụ hoàng của mình đã mắc nợ phụ hoàng của Vũ Đế và thượng trụ Vũ Văn Thái nhiều như thế nào, xúc động đến nỗi than khóc thảm thiết. Bắc Chu Vũ Đế đã rất cảm kích, và đối đãi với Minh Đế tôn trọng hơn nữa. Minh Đế cũng dành nhiều công sức để tâng bốc Bắc Chu Vũ Đế, bao gồm cả việc so sánh Bắc Chu Vũ Đế với Nghiêu Thuấn. Bắc Chu Vũ Đế hãnh diện và đã ban thưởng nhiều châu báu cho Minh Đế, cũng như một số phi tần của Bắc Tề Hậu Chủ.
Năm 578, Bắc Chu Vũ Đế qua đời, Bắc Chu Tuyên Đế- một người thất thường và hung ác- đăng cơ kế vị. Năm 580, Bắc Chu Tuyên Đế cũng qua đời, nhạc phụ của Tuyên Đế là Dương Kiên trở thành người nhiếp chính cho ấu chúa Bắc Chu Tĩnh Đế. Do nghi ngờ mục đích của Dương Kiên, tướng Bắc Chu Uất Trì Huýnh đã nổi dậy tại Nghiệp thành. Hầu hết các tướng của Tây Lương đều khuyên Minh Đế liên kết với Uất Trì Huýnh, biện luận rằng nếu như Uất Trì Huýnh thành công, ông sẽ được ban thưởng vì trung thành với hoàng tộc Vũ Văn, còn nếu Uất Trì Huýnh thất bại, ông vẫn có thể nhân cơ hội này mà đoạt thêm một số lãnh địa. Tuy nhiên, khi Minh Đế phái Liễu Trang (柳莊) đến Trường Ân để quan sát tình hình, Dương Kiên đã nó rằng mình từng là khách của Minh Đế khi là tướng đóng quân tại Giang Lăng (mặc dù sử sách không viết là khi nào), cầu sự trung thành của Tây Lương. Liễu Trang tin rằng Uất Trì Huýnh sẽ không thể thành công, nên khi trở về Giang Lăng đã khuyên Minh Đế về phe Dương Kiên. Minh Đế chấp thuận, và ngay sau đó, khi Dương Kiên đánh bại Uất Trì Huỳnh, Minh Đế đã bình với Liễu: "Nếu quả nhân nghe lời những kẻ khác, quốc gia ắt sẽ diệt vong."

### Dưới thời Tùy
Vào mùa xuân năm 581, Dương Kiên đã buộc Bắc Chu Tĩnh Đế phải thiện nhượng cho mình, tức Văn Đế, lập ra triều Tùy. Ngay sau đó, Minh Đế đã phái hoàng đệ An Bình vương Tiêu Nham (蕭巖) đến Trường An để chúc hạ Tùy Văn Đế và để cam kết trung thành.
Năm 582, nhằm tiếp tục tôn vinh Minh Đế, Tùy Văn Đế đã lệnh cho Minh Đế gả một nhi nữ sang làm chính thất cho nhi tử được mình yêu mến- Tấn vương Dương Quảng. Sau khi bói toán vận mệnh, Minh Đế đã xác định rằng tất cả các nhi nữ của ông đều không thích hợp. Tuy nhiên, sau đó Minh Đế nhớ rằng ông có một nhi nữ sinh vào tháng thứ hai, và do khi đó cho rằng đứa bé có điềm xấu, ông đã trao đứa bé cho cữu phụ Trương Kha (張軻) nuôi dưỡng. Ông triệu cô quay trở lại hoàng cung, các thầy bói phán rằng cô là người phù hợp, Minh Đế đã đưa cô đến kết hôn với Dương Quảng. (Tùy Văn Đế cũng muốn gả nhi nữ là Lan Lăng công chúa cho nhi tử của Minh Đế là Nghĩa An vương Tiêu Sướng, song không rõ vì sao đã không làm như vậy.) Do mối quan hệ thông gia này, Tùy Văn Đế đã quyết định triệt thoái Giang Lăng tổng quản (tướng của Tùy) khỏi Giang Lăng. Do đó, trong một thời gian ngắn, Minh Đế đã có thể cai trị quốc gia của mình trong tình hình Tùy ít có sự can thiệp. Năm 583, khi Tùy rời đô từ cố thành Trường An đến Đại Hưng thành gần đó, Minh Đế đã phái Thái tử Tiêu Tông đi chúc hạ Tùy Văn Đế. Vào mùa xuân năm 584, Minh Đế đích thân đến Đại Hưng thành để tỏ lòng tôn kính đối với Tùy Văn Đế, và cả hai đều mặc long bào, song Minh Đế mặc y phục ít ấn tượng hơn để thể hiện vị thế chư hầu của mình.
Vào mùa hè năm 585, Minh Đế qua đời, Tiêu Thống đăng cơ kế vị, tức Tĩnh Đế.

## Gia đình
- Hậu phi: Trương hoàng hậu,con gái của  Trương Toản (張纘) với Phú Dương công chúa (富阳公主)-con gái của Lương Vũ Đế.
- Hậu duệ:
  - Kính Đế Tiêu Tông (萧琮)
  - Nghĩa Hưng vương Tiêu Hoàn (蕭瓛)
  - Tấn Lăng vương Tiêu Triện (蕭瑑)
  - Lâm Hải vương Tiêu Cảnh (蕭璟)
  - Nam Hải vương Tiêu Tuần (蕭珣)
  - Nghĩa An vương Tiêu Sướng (蕭瑒)
  - Tân An vương Tiêu Vũ (蕭瑀)
  - Tấn An công chúa Nhâm Thành phu nhân
  - Tiêu hoàng hậu của Tùy Dạng Đế